# 황연대 성취상

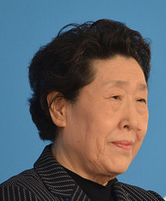
상을 만든 의사 황연대

황연대 성취상(黃年代 成就賞, 영어: Whang Youn Dai Achievement Award)은 패럴림픽의 최우수 선수상에 해당하는 시상이다. 1988년 서울 하계 패럴림픽부터 시상이 진행되었으며 2008년 베이징 하계 패럴림픽 이전에는 황연대 극복상(黃年代 克服賞, Whang Youn Dai Overcome Prize)이라는 명칭이 사용되었다.
이 시상은 대한민국의 소아마비 장애인 의사인 황연대가 대한민국의 언론사로부터 받은 오늘의 여성상 상금을 국제 패럴림픽 위원회에 기부하면서 제정되었다. 시상식은 2008년 하계 패럴림픽부터 패럴림픽 폐막식의 공식 프로그램으로 진행되고 있다. 수상자에게는 순금 75g으로 제작된 메달이 수여되며 패럴림픽 분야에서는 이 황연대 성취상의 순금 메달만이 유일한 순금 메달이다.
시상에는 패럴림픽 성적 뿐만 아니라 인간의 장애 극복의 정신 등 패럴림픽의 정신을 구현하였는지의 여부도 시상자 결정의 중요한 잣대로 평가된다. 이러한 판단을 위하여 패럴림픽에 참가한 선수들을 대상으로 한 면접 심사도 진행된다. 심사를 통해 남자 선수 3명, 여자 선수 3명이 수상 후보자로 결정되며 남자 선수 1명, 여자 선수 1명이 수상자로 선정된다.
황연대 성취상은 2018년 평창 동계 패럴림픽을 끝으로 폐지되었다. 2020년 도쿄 하계 패럴림픽부터는 아임파서블상(I'mPOSSIBLE Award)이 수여되고 있는데, 국제 패럴림픽 위원회와 아지토스 재단에서 제정했고, 일본재단 산하 패럴림픽 서포트 센터가 후원하고 있다.

## 수상자
| 대회                 | 수상자                               |
| -------------------- | ------------------------------------ |
| 1988년 하계 패럴림픽 | 앤 트롯먼 퍼 모튼                    |
| 1992년 하계 패럴림픽 | 제이실 울프강 가브리엘 앙헬          |
| 1996년 하계 패럴림픽 | 베아트리스 멘도사 리베로 다비드 레가 |
| 1998년 동계 패럴림픽 | 김미정 마르친 코스                   |
| 2000년 하계 패럴림픽 | 마르티나 빌링 오마르 코네            |
| 2002년 동계 패럴림픽 | 로렌 울스텐크로프트 악셀 헤커        |
| 2004년 하계 패럴림픽 | 자넬레 시투 라이너 슈미트            |
| 2006년 동계 패럴림픽 | 올레나 유르코우스카 로니 해나        |
| 2008년 하계 패럴림픽 | 나탈리 두 토이 사이드 고메스         |
| 2010년 동계 패럴림픽 | 콜렛 부르고녜 엔도 다카유키          |
| 2012년 하계 패럴림픽 | 메리 나쿠미차 자카요 마이클 매킬롭   |
| 2014년 동계 패럴림픽 | 비비안 멘털 토비 케인                |
| 2016년 하계 패럴림픽 | 태티애나 맥패든 이브라힘 알후세인    |
| 2018년 동계 패럴림픽 | 시니 퓌 애덤 홀                      |